# Херминафрид
Херминафрид (Herminafried, Hermenefred, Erminafried, Irminfried; на латински: Hermenfredus; * пр. 485; † 534 в Цюлпих (Толбиакум) е крал на тюрингите.
Той е син на краля на тюрингите Бизин и Мения (или Базина). Той е брат на Бадерих († 529), Бертахар († 525) и Радегунда, омъжена за Вахо (крал на лангобардите 510 – 540).
През 510 г. Херминафрид поема управлението на Тюрингското кралство от баща си. За да се създаде връзка с остготите против експандиращите франки, Херминафрид се жени между 506 и 510 г. за Амалаберга (* 495; † сл. 540), дъщеря на вандалския крал Тразамунд и Амалафрида, сестрата на остготския крал Теодорих Велики. Херминафрид и Амалаберга имат две деца, син Амалафрид и дъщеря Роделинда, която е омъжена за лангобардския крал Аудоин и майка на Албоин.
След поемането на властта кралството се поделя между него и братята му. До смъртта на Теодорих 526 г. страната не е нападана от франките. Вероятно през 529 г. Херминафрид спира първия опит на инвазия на Меровингите. През 531 г. тюрингската войска търпи голямо поражение от франките на Унструт и Херминафрид е свален. До 534 г. той управлява в източната част na страната. През 534 г. (по други източничи още през 531 г.) той е помамен да отиде на преговори с Меровингера Хлотар I в Цюлпих и там е блъснат от крепостната стена. Григорий Турски казва за това: a nesquio quo (човек не знае от кого).
Неговата вдовица Амалаберга бяга от франките с децата си при брат си, остготския крал Теодахад в Италия.
Херминафрид е под името Ирминфрид един от главните персонажи на т.нар. Ирингпесен.